# JFE物流
JFE物流株式会社（ジェイエフイーぶつりゅう、英: JFE LOGISTICS CORPORATION）は、東京都千代田区大手町に本社を置く、JFEグループの総合物流企業である。

## 概要
JFEスチールの物流子会社としてJFEグループ内の物流機能を担っており、鉄鋼物流事業を中心に内航・外航海運事業、倉庫事業などを展開している。内航海運分野の売上高で国内第4位。近年は各分野で外販を図っており、BTS型倉庫や冷凍倉庫の開発も行っている。

## 沿革

### エヌケーケー物流株式会社
- 1949年
  - 4月 - 日鋼運輸株式会社設立
  - 6月 - 東海タンカー株式会社設立
- 1950年9月 - 東海タンカー株式会社を東海運輸株式会社に改称
- 1962年5月	- 日本鋼管鉄鋼倉庫株式会社設立
- 1966年5月	- 東海運輸株式会社と日鋼運輸株式会社が合併、芙蓉海運株式会社を設立
- 1986年7月	- 5基地（大阪、名古屋、市川、大井川、仙台）が合併、日本鋼管鉄鋼倉庫株式会社に統合
- 1992年4月	- 芙蓉海運株式会社と日本鋼管鉄鋼倉庫株式会社が合併、エヌケーケー物流株式会社を設立
- 2000年10月 - 日産船舶株式会社と統合
- 2002年10月 - 日栄運輸倉庫株式会社と統合

### 川鉄物流株式会社
- 1943年6月 - 神東運輸株式会社設立
- 1968年6月 - 川鉄運輸株式会社に改称
- 1972年6月	- 川鉄倉庫株式会社設立
- 1994年4月	- 川鉄運輸株式会社と川鉄倉庫株式会社が合併、川鉄物流株式会社を設立

### JFE物流株式会社
- 2004年4月 - エヌケーケー物流株式会社と川鉄物流株式会社が合併、JFE物流株式会社を設立
- 2005年4月	- JFEコールセンター株式会社と統合
- 2008年8月	- 広州現地法人 GUANGZHOU JFE LOGISTICS CO., LTD.（広州JFE物流）設立
- 2012年10月 - タイ現地法人 JFE Logistics（Thailand）Co., Ltd. 設立[7]
- 2014年
  - 4月 - シンガポール事務所 閉鎖、シンガポール現地法人 JFE Logistics（Singapore）Pte. Ltd. 設立
  - 4月 - インドネシア現地法人 PT. J LOGI INDONESIA 設立
- 2015年4月 - インドネシア現地法人 PT. JFE LOGISTICS INDONESIA 改名

## 主な事業所
- 本社 - 東京都千代田
- 大阪支社 - 大阪府大阪市
- 東日本事業所（千葉）- 千葉県千葉市
- 東日本事業所（京浜）- 神奈川県川崎市
- 西日本事業所（倉敷）- 岡山県倉敷市
- 西日本事業所（福山）- 広島県福山市

## グループ会社

### 国内
- J-ロジテック株式会社 - 千葉県千葉市
- JFE物流京浜株式会社 - 神奈川県川崎市（JFEスチール東日本製鉄所京浜地区水江センター3F）
- JFE物流中部株 - 愛知県半田市（JFEスチール知多製造所構内7号地）
- 倉敷運輸株式会社式会社 - 岡山県倉敷市（JFEスチール西日本製鉄所倉敷地区構内）
- JFE瀬戸内物流株式会社 - 岡山県倉敷市（JFEスチール西日本製鉄所倉敷地区構内）
- 福山ポートサービス株式会社 - 広島県福山市（JFEスチール西日本製鉄所福山地区構内）

### 海外
- GUANGZHOU JFE LOGISTICS.CO.,LTD.（広州JFE物流）- 中国
- JFE Logistics（Thailand）Co., Ltd. - タイ[7]
- JFE Logistics（Singapore）Pte. Ltd. - シンガポール
- PT. JFE Logistics Indonesia - インドネシア

## 関連人物
- 須田幸太 - 元プロ野球選手。横浜DeNAベイスターズ退団後にJFE東日本硬式野球部（プロ入り前にも所属）に入団し、同部での現役引退後は同社において社業に専念。